# San Brizio (Marmirolo)
San Brizio è una frazione del comune di Marmirolo, in provincia di Mantova, nella regione Lombardia. In questa piccola borgata risiedono 182 abitanti.

## Geografia fisica
San Brizio dista 1,77 km dal medesimo comune di Marmirolo, cui appartiene. Si trova sulla strada che dal paese conduce a Roverbella. La Roggia Re, o più semplicemente il "Re", è un corso d'acqua che scorre a San Brizio, arrivando sino a Marmirolo.

## Origini del nome
Il nome deriva dalla forma abbreviata di Fabrizio, da faber che significa fabbro.

## Storia
Sono pochissimi i cenni storici legati a San Brizio. Ciò di cui si è certi è che in questa piccola frazione era situato un oratorio dedicato a san Fermo, che venne abbattuto negli ultimi decenni del 1700. Questo oratorio ricevette sette visite pastorali tra il 1575 e il 1725. L'immagine raffigurante San Fermo era molto venerata dal popolo, immagine che venne poi sostituita con un'altra dello stesso santo nel 1635. L'altare della chiesa era molto stretto, con parti in pietra ed altre parti in legno, dall'aspetto poco decoroso. Qui la messa veniva celebrata solamente una volta all'anno, precisamente il 9 agosto, giorno dedicato a san Fermo. Dopo la messa, gli abitanti si riunivano per festeggiare.
Importante è l'eredità lasciata alla città di Mantova ed anche a Marmirolo dalla famiglia dei Gonzaga. Don Giovanni Gonzaga (1671-1743), figlio illegittimo del duca Ferdinando Carlo, possedeva una corte a San Brizio.
Infine, della frazione di San Brizio si hanno notizie in una relazione del 19 luglio 1728 del Prefetto delle acque Doriciglio Moscatelli Battaglia; il funzionario fece notare che, a causa di cavità abusive del corso d'acqua Re sopra il Mulino di San Brizio, costruite per abbeverare gli animali, le acque giungevano sino alle terre del castello di Marmirolo.